# Salamis cyrene
Salamis cyrene är en fjärilsart som beskrevs av Carl von Linné 1758. Salamis cyrene ingår i släktet Salamis och familjen praktfjärilar. Inga underarter finns listade i Catalogue of Life.